# Akkelpur
Akkelpur är ett underdistrikt i Bangladesh. Det ligger i den nordvästra delen av landet, 190 kilometer nordväst om huvudstaden Dhaka.
Trakten runt Akkelpur består till största delen av jordbruksmark. Runt Akkelpur är det mycket tätbefolkat, med 1 221 invånare per kvadratkilometer.